# Heliotropium microstachyum
Heliotropium microstachyum är en strävbladig växtart som beskrevs av Hipólito Ruiz López och Pav. Heliotropium microstachyum ingår i Heliotropsläktet som ingår i familjen strävbladiga växter. Inga underarter finns listade i Catalogue of Life.